# Coelotes caudatus
Coelotes caudatus är en spindelart som beskrevs av de Blauwe 1973. Coelotes caudatus ingår i släktet Coelotes och familjen mörkerspindlar.
Artens utbredningsområde är Libanon. Inga underarter finns listade i Catalogue of Life.